# Selección de rugby de Islas Vírgenes Británicas
La selección de rugby de las Islas Vírgenes Británicas,  representa al territorio británico de ultramar en las competiciones oficiales de rugby.
Está afiliado a Rugby Americas North, la confederación norteamericana en la cual compite oficialmente desde 2011.

## Palmarés
- Rugby Americas North Cup (1): 2015

## Participación en copas

### Copa del Mundo
- no ha clasificado

### Rugby Americas North Championship
- RAN Championship 2011: Finalista clasificatoria zona sur
- RAN Championship 2013: Fase clasificatoria zona sur

### Rugby Americas North Cup
- RAN Cup 2014: 4° puesto zona sur (último)
- RAN Cup 2015: Ganador zona sur
- RAN Cup 2019: 3° puesto zona (último)